# Fabrizia
Fabrizia egy község (comune) Olaszország Calabria régiójában, Vibo Valentia megyében.

## Fekvése
A megye délkeleti részén fekszik. Határai: Acquaro, Arena, Galatro, Grotteria, Martone, Mongiana, Nardodipace és San Pietro di Caridà.

## Története
A település a 16. században alakult ki Fabrizio Carafa herceg egyik nyári rezidenciája körül. A 19. század elején vált önálló községgé, amikor a Nápolyi Királyságban felszámolták a feudalizmust.

## Népessége
A népesség számának alakulása:

## Főbb látnivalói
- Palazzo Siciliani
- Palazzo Ricciotti
- Palazzo Mamone
- Palazzo della Cavalera
- Palazzo Costa
- Palazzo Capria
- Palazzo Carè
- Sant’ntonio da Padova-templom
- Madonna del Rosario-templom
- Madonna del Carmine-templom